# Giuseppe Ferrara

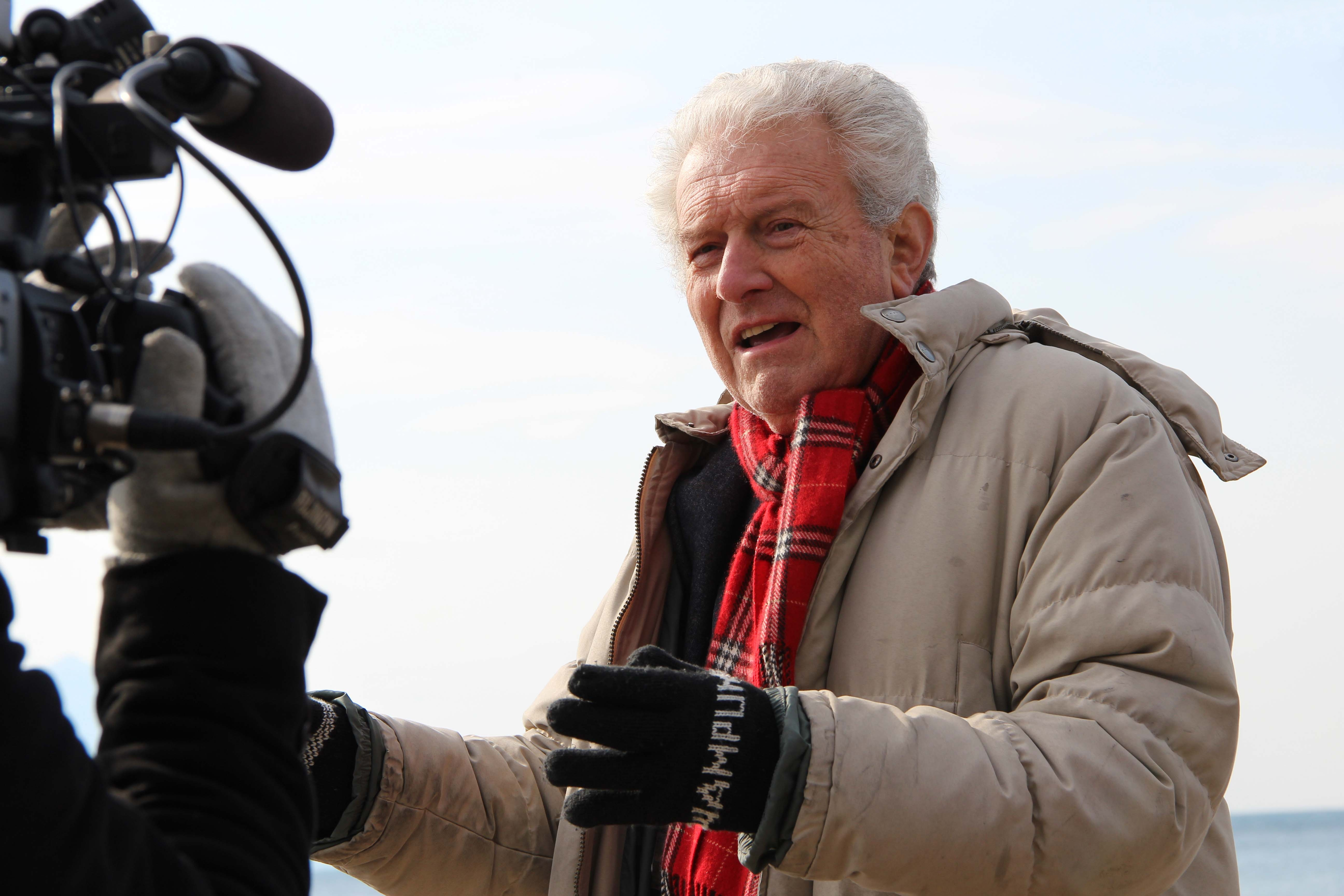
Giuseppe Ferrara (2012)

Giuseppe Ferrara (* 15. Juli 1932 in Castelfiorentino; † 25. Juni 2016 in Rom) war ein italienischer Filmkritiker, Dokumentarfilmer, Filmregisseur und Drehbuchautor.

## Leben
Ferrara war schon in jungen Jahren vom Film begeistert, gründete einen Filmclub und schrieb 1957 seine Abschlussarbeit an der Universität Florenz über das „Nuovo Cinema Italiano“. Nach seiner Übersiedlung nach Rom schloss er den Regiekurs am Centro Sperimentale di Cinematografia 1959 ab. In den folgenden Jahren entstanden nicht nur gefragte Dokumentationen, die sich mit politischen Fragen und aktuellen soziologischen Problemen befassten, sondern auch zwei Bücher über die Filme Luchino Viscontis und Francesco Rosis. 1970 bis 1976 folgte eine Schauspiel-Enzyklopädie in 80 Lieferungen. Daneben schrieb er für zahlreiche Filmperiodika und war Mitglied im Verband der Filmkritiker.
Neben seinen Filmen für das italienische arbeitete er auch für das bulgarische und kubanische Fernsehen, bis er 1970 ein neues Kapitel seines Wirkens begann – Ferrara inszenierte nun Spielfilme. Auch in diesen verfolgte er seine soziologischen Themen Politik, Mafia, Terrorismus und Drogen. Dabei entstanden mit Cento giorni a Palermo, Il caso Moro und Giovanni Falcone Meilensteine dieser Kinoform.
Zur möglichst unabhängigen Finanzierung seiner Filme hatte Ferrara 1969 die Kooperative Cine 2000 gegründet.
Zwei Mal wurde Ferrara mit dem italienischen Filmpreis Nastro d’Argento ausgezeichnet: 1961 für den besten experimentellen Kurzfilm und 1974 für den besten Kurzfilm.

## Filmografie (Auswahl)
- 1970: Il sasso in bocca (& Drehbuch, Schnitt)
- 1983: Die 100 Tage von Palermo (I cento giorni a Palermo)
- 1986: Die Affäre Aldo Moro (Il caso Moro)
- 1993: Giovanni Falcone – Im Netz der Mafia (Giovanni Falcone)
- 2011: Roma nuda